# Relaciones Andorra-Montenegro
Las relaciones Andorra-Montenegro son las relaciones diplomáticas entre el Principado de Andorra y la República de Montenegro.

## Historia
Las relaciones diplomáticas oficiales entre el Principado de Andorra y la República de Montenegro son relaciones diplomáticas amistosas según el Ministerio de Relaciones Exteriores de Montenegro.
El Principado de Andorra reconoció la independencia de Montenegro el 16 de junio de 2006. Las relaciones diplomáticas oficiales entre los dos países se establecieron el 28 de julio de ese año. El 11 de abril de 2010, el ministro de Asuntos Exteriores de Montenegro visitó Andorra por primera vez. La visita duró dos días.

## Misiones diplomáticas
- Andorra no está representada en Montenegro, tanto a nivel de embajada como a nivel consular.
- Montenegro no está representado en Andorra, tanto a nivel de embajada como a nivel consular.